# Wassily Leontief
Wassily Leontief (Russisch: Василий Васильевич Леонтьев, Vasili Vasiljevitsj Leontjev) (Sint-Petersburg, 5 augustus 1906 – New York, 5 februari 1999) was een Russisch econoom. In 1973 won hij de prijs van de Zweedse Rijksbank voor economie voor het ontwikkelen van de input-outputanalyse.
Leontief studeerde economie aan de universiteit van Leningrad, het huidige Sint-Petersburg. Hij kwam in conflict met het regime, maar mocht het land verlaten. Hij deed onderzoek aan de universiteit van Berlijn en promoveerde op een proefschrift, getiteld Circulaire stromen in de economie. Dit vormde de basis voor de tak van economie die nu bekendstaat als input-outputanalyse en is essentieel voor zogenaamde planeconomieën.
In 1931 vestigde hij zich in de Verenigde Staten, waar hij ging werken bij het National Bureau of Economic Research. In 1936 kwam hij op verzoek van president Roosevelt met een rapport met betrekking tot de effecten van een grootschalige bewapeningsinspanning op de Amerikaanse economie. Dit rapport is uiteindelijk van groot belang geweest voor de houding van de Verenigde Staten gedurende de Tweede Wereldoorlog.
In 1949, gebruikte Leontief de eerste primitieve computers voor het opstellen van een economisch model voor de Verenigde Staten.
In 1954 probeerde Leontief het Heckscher-Ohlinmodel empirisch te verifiëren. Hierbij vond hij een onverwacht resultaat wat bekend kwam te staan als de Leontief-paradox.
De ideeën van Leontief zijn van grote invloed geweest op de Nederlandse econoom Jan Tinbergen. De modellen van Leontief zijn beslissend geweest voor de stichting van het Centraal Planbureau.
1969: Frisch, Tinbergen ·
1970 : Samuelson ·
1971: Kuznets ·
1972: Hicks, Arrow ·
1973: Leontief ·
1974: Myrdal, Hayek ·
1975: Kantorovitsj, Koopmans ·
1976: Friedman ·
1977: Ohlin, Meade ·
1978: Simon ·
1979: Schultz, Lewis ·
1980: Klein ·
1981: Tobin ·
1982: Stigler ·
1983: Debreu ·
1984: Stone ·
1985: Modigliani ·
1986: Buchanan ·
1987: Solow ·
1988: Allais ·
1989: Haavelmo ·
1990: Markowitz, Miller, Sharpe ·
1991: Coase ·
1992: Becker ·
1993: Fogel, North ·
1994: Harsanyi, Nash, Selten ·
1995: Lucas ·
1996: Mirrlees, Vickrey ·
1997: Merton, Scholes ·
1998: Sen ·
1999: Mundell ·
2000: Heckman, McFadden ·
2001: Akerlof, Spence, Stiglitz ·
2002: Kahneman, Smith ·
2003: Engle, Granger ·
2004: Kydland, Prescott ·
2005: Aumann, Schelling ·
2006: Phelps ·
2007: Hurwicz, Maskin, Myerson ·
2008: Krugman ·
2009: Ostrom, Williamson ·
2010: Diamond, Mortensen, Pissarides ·
2011: Sims, Sargent ·
2012: Roth, Shapley  ·
2013: Fama, Hansen, Shiller  ·
2014: Tirole  ·
2015: Deaton  ·
2016: Hart, Holmström ·
2017: Thaler ·
2018: Nordhaus, Romer ·
2019: Banerjee, Duflo, Kremer ·
2020: Milgrom, Wilson ·
2021: Imbens, Angrist, Card ·
2022: Bernanke, Diamond, Dybvig ·
2023: Goldin ·
2024: Acemoglu, Johnson, Robinson
- Bibsys: 90061871
- Biblioteca Nacional de España: XX838106
- Bibliothèque nationale de France: cb119124986 (data)
- Catàleg d'autoritats de noms i títols de Catalunya: 981058516477406706
- CiNii: DA00177881
- Gemeinsame Normdatei: 118727621
- International Standard Name Identifier: 0000 0001 0876 1240
- Library of Congress Control Number: n50049887
- Nationale Bibliotheek van Letland: 000114969
- Mathematics Genealogy Project: 137087
- Bibliotheek van het Japanse parlement: 00447407
- Nationale Bibliotheek van Tsjechië: jn20000603723
- Nationale bibliotheek van Australië: 36169627
- Nationale Bibliotheek van Israël: 987007308333105171
- Nationale Bibliotheek van Polen: a0000002079138
- Nationale en Universitaire bibliotheek Zagreb: 000058930
- Nederlandse Thesaurus van Auteursnamen: 068474679
- LIBRIS: 316773
- SNAC: w68w4zmf
- Système universitaire de documentation: 026983826
- Trove: 1223414
- Virtual International Authority File: 19680383
- WorldCat: E39PBJcKHKyxFG7jC8dCRBV9jC